# Jean-Claude Noble
Pour les articles homonymes, voir Noble (homonymie).
Jean-Claude Noble, né le 29 décembre 1944 à Marseille et mort le 11 janvier 2003 à Douala au Cameroun, est un joueur de rugby à XV, qui a joué avec l'équipe de France en 1968, évoluant au poste de pilier (1,83 m pour 98 kg). Il jouait avec le club de La Voulte.

## Carrière
Il a disputé son premier test match le 24 février 1968, contre l'équipe d'Angleterre. et son dernier test match fut contre l'équipe de Roumanie, le 1er décembre 1968. Après sa carrière de joueur, il a aidé le Cameroun à développer son rugby.

## Club
- La Voulte sportif : 1966-1972
- ES Avignon Saint Saturnin : 1972-1973
- Rugby club Châteaurenard : 1973-1975
- ES Avignon Saint Saturnin : 1976-1977

## Palmarès
- Sélections en équipe nationale : 6 en 1968
- Grand Chelem en 1968
- Championnat de France de première division :
  - Champion (1): 1970[3]